# Tovomita rileyi
Tovomita rileyi är en tvåhjärtbladig växtart som beskrevs av José Cuatrecasas. Tovomita rileyi ingår i släktet Tovomita och familjen Clusiaceae. Inga underarter finns listade i Catalogue of Life.